# Lokichoggio
Lokichoggio este un oraș din districtul Turkana, Kenya. Mai este numit și Loki.